# گای باولی
گای باولی (عبری: גיא בבלי‎) یک تردست اهل اسرائیل است.